# إزيو جيانولا
إزيو جيانولا (بالإيطالية: Ezio Gianola) هو متسابق دراجات نارية إيطالي انطلقت مسيرته في سنة 1983 إلى أن اعتزل سنة 1993. نافس في سباقات بطولة العالم لفئة 125 سي سي.

## روابط خارجية
- إزيو جيانولا على موقع MotoGP.com (الإنجليزية)